# Comuna Șleahova, Balta
Șleahova (în ucraineană Шляхове, transliterat: Șleahove) este o comună în raionul Balta, regiunea Odesa, Ucraina, formată din satele Cervona Zirka, Krînîcikî, Raculova și Șleahova (reședința).

## Demografie
Componența lingvistică a comunei Șleahova
     Ucraineană (96,55%)
     Rusă (1,76%)
     Română (1,38%)
     Alte limbi (0,16%)
Conform recensământului din 2001, majoritatea populației comunei Șleahova era vorbitoare de ucraineană (96,55%), existând în minoritate și vorbitori de rusă (1,76%) și română (1,38%).